# Biscutella laevigata
Espèce
Classification phylogénétique
Biscutella laevigata, la Biscutelle commune ou la Lunetière lisse, est une espèce de plantes herbacées de la famille des Brassicaceae.

## Description
La biscutelle se distingue des autres Crucifères à fleurs jaunes par son fruit à deux silicules accolées, rondes et aplaties ressemblant à une paire de lunette.
La biscutelle comporte des feuilles légèrement hérissées et des fleurs d'un jaune pâle à quatre pétales en croix, groupées au sommet d'une tige rameuse pouvant atteindre 20 à 30 cm. Cette plante largement répandue apprécie les lieux secs et rocailleux.
On la rencontre de la Méditerranée jusqu'au pelouses alpines.

## Liste des sous-espèces
- Biscutella laevigata  subsp. australis Raffaelli & Baldoin
- Biscutella laevigata  subsp. austriaca (Jord.) Mach.-Laur.
- Biscutella laevigata  subsp. hispidissima (Posp.) Raffaelli & Baldoin
- Biscutella laevigata  subsp. hungarica Soó
- Biscutella laevigata  subsp. kerneri Mach.-Laur.
- Biscutella laevigata  subsp. laevigata L.
- Biscutella laevigata  subsp. ossolana Raffaelli & Baldoin
- Biscutella laevigata  subsp. prinzerae Raffaelli & Baldoin
- Biscutella laevigata  subsp. varia (Dumort.) Rouy & Foucaud

## Description
Plante haute de 10 à 50 cm ; feuilles rudes, les inférieures poilues, peu nombreuses sur la tige, en rosette à la base ; fleurs jaune clair disposées en grappe ramifiée ; fruit typique évoquant une paire de lunettes.

## Habitat
Pâturages rocailleux, éboulis, friches, bois clairs en montagne (Alpes, Pyrénées, Massif central).